# Emigrazione calabrese in Argentina
L'Emigrazione calabrese in Argentina è quel fenomeno di emigrazione di persone proveniente dalla Calabria e dirette in Argentina in diverse ondate dal 1876 al 1978 in maniera del tutto simile all'emigrazione di altre regioni italiane quali la Lombardia, il Veneto, la Campania e la Sicilia e che rientrano nel fenomeno dell'Emigrazione italiana in Argentina.
Si migrava verso l'Argentina soprattutto per motivi economici in maniera stabile o stagionale.

## Storia
Si hanno notizie di migrazioni in Argentina ben prima di quello che i dati ufficiali possano raccontare (dal 1876) difatti già lo studioso Vincenzo Padula nel 1864 cita l'emigrazione di calabresi di Santa Domenica, Aieta e San Nicola Arcella.

## Distribuzione geografica
I calabresi si sono ubicati per la maggior parte nell'area della Gran Buenos Aires ma sono presenti in diverse aree del paese
.
- Provincia di Buenos Aires[1]
  - La Plata: comunità di Bivongi[1]
  - La Tablada:[1] comunità di Limbadi[1]
  - Luján: Comunità di Arbëreshë del quartiere Sant'Elena provenienti da San Demetrio Corone, Santa Sofia d'Epiro, Vaccarizzo Albanese, Macchia e San Cosmo Albanese[2][3][4][5][6]
- Provincia del Chubut: dal 1890 vive una comunità di Albidona[1]
- Patagonia[1]

## Statistiche
Secondo le statistiche, profondamente sottostimate sono emigrate in Argentina: 403.100 calabresi.
Si è a conoscenza anche del fenomeno dell'immigrazione irregolare avvenuta tramite passaporti e nulla osta falsi che non son compresi nel calcolo.
| I numeri della migrazione | I numeri della migrazione | I numeri della migrazione |
| 1876-1900                 | 1901-1915                 | 1871-1915                 |
| ------------------------- | ------------------------- | ------------------------- |
| 275.926                   | 603.105                   | 879.031                   |

Di seguito un dettaglio per le 3 province calabresi di allora, dal 1876 al 1915:
| I numeri della migrazione dal 1876 al 1915 | I numeri della migrazione dal 1876 al 1915 |
| Provincia                                  | Numero di emigrati                         |
| ------------------------------------------ | ------------------------------------------ |
| Catanzaro                                  | 131.390                                    |
| Cosenza                                    | 59.797                                     |
| Reggio Calabria                            | 35.347                                     |

## Associazioni
- Giovani calabresi dal 1884 a Buenos Aires[1]
- Unione calabrese dal 1888 creata con finalità di Mutuo soccorso[1]
- Pro Rossano dal febbraio 1911[1]
- Società Mutua Operaia di Bonifati dal febbraio 1911[1]
- Circolo calabrese dal 1914[1]
- Gioiosa Jonica al Plata, Società di Mutuo soccorso fondata nel 1922[1]
- Coriglianesi Uniti fondata nel 1927
- Associazione spilingese nata nel 1938[9]
- Circolo Albidonese dal 1989[1]
- Federazione delle Società calabresi[1]

## Feste
Di seguito un elenco di feste religiose festeggiate anche in Argentina dagli emigrati calabresi divisi per paese di origine:
- albidonesi festeggiano San Michele Arcangelo nella Provincia del Chubut
- belvederesi festeggiano San Daniele
- bivongesi festeggiano Maria Santissima della Mamma Nostra a La Plata
- limbadesi festeggiano San Pantaleone dal 1934 a La Tablada
- mammolesi festeggiano San Nicodemo
- paludesi festeggiano San Clemente[non chiaro]
- sansostesi festeggiano la Madonna del Pettoruto
- spilingesi festeggiano la Madonna delle Fonti
- vazzanesi festeggiano San Francesco di Paola
- venoti festeggiano San Francesco di Paola
- zaccanopolesi festeggiano la Madonna della Neve